# Shimokita (półwysep)
Półwysep Shimokita (jap. 下北半島 Shimokita-hantō) – półwysep na północnym krańcu japońskiej wyspy Honsiu (Honshū). Od północy jego brzegi oblewane są wodami cieśniny Tsugaru, od zachodu – cieśniny Tairadate, od południa – zatoki Mutsu. Administracyjnie jest częścią prefektury Aomori.
Półwysep Shimokita ma kształt topora, skierowanego ostrzem na zachód. Wąska „rączka” łączy górzyste „ostrze” z głównym lądem. Wybrzeże półwyspu jest słabo zaludnione, a część środkowa jest praktycznie niezamieszkana.
Sława półwyspu nie wynika jednak z jego kształtu, ale z istnienia tam góry o wysokości 879 m, nazwanej Osore (Góra Strachu, Grozy). Jest ona mitycznym miejscem, w którym ma znajdować się wejście do piekła. Została odkryta 1000 lat temu przez mnicha, który poszukiwał świętej góry przypominającej świat Buddy i opisy buddyjskiego piekła i raju, włącznie z ośmioma otaczającymi ją szczytami i rzeką o nazwie Sanzu (porównywana do Styksu), którą przekraczają dusze zmarłych na swojej drodze do życia po śmierci. Jej nazwa oznacza trzy drogi lub trzy przejścia. Niewinni mogą przejść przez most, mniejsi grzesznicy muszą przejść w bród rwący nurt, ci o poważnych grzechach muszą płynąć przez głębokie wody. Wśród „przechodzących na drugą stronę" są także dusze zmarłych i nienarodzonych dzieci. Część z nich, nie będąc w stanie przedostać się na drugi brzeg, buduje kamienne wieże z kamyków rzecznych, jako pokutę i modlitwę o zbawienie. Wspiera ich Jizō (obrońca dzieci), chroniąc przed złymi demonami (ogólna nazwa jap. yōkai; patrz: lista legendarnych stworzeń Japonii), które chcą zniszczyć kamienne kopczyki.
U podnóża góry znajduje się świątynia Bodai-ji. Osore jest jedną z trzech najbardziej czczonych gór Japonii. Dwie pozostałe to: Hiei i Kōya w regionie Kinki (Kansai).
Nazwa góry (nieczynnego wulkanu) pochodzi częściowo od szczególnego jej otoczenia: ekshalacji wulkanicznych i silnego zapachu siarki w powietrzu. Szara, jałowa ziemia otwiera się, wyrzucając gorącą wodę i parę. Jezioro Usori, znajdujące się obok świątyni, ma różne odcienie niebieskiego ze względu na wysoką zawartość siarki.
Na półwyspie Shimokita znajduje się najdalej na północ wysunięty punkt głównej wyspy Honsiu, przylądek Ōma. Przy dobrej widoczności po drugiej stronie cieśniny Tsugaru widoczne jest Hakodate. Osada Ōma znana jest z połowów tuńczyka, który jest wysoko ceniony w restauracjach serwujących sushi w całej Japonii.
Turystów zachęca także dolina Yagen, znana ze swoich gorących źródeł (onsen). Dwa z nich mają nazwy pochodzące od mitycznych, złośliwych zwierząt-demonów o nazwie kappa. „Żyją” one w rzekach, jeziorach i stawach. Ich ulubionym pożywieniem są małe dzieci i ogórki. Rzekomo istnieje możliwość uratowania dziecka poprzez wymianę na to warzywo. Stąd też sushi z ogórkiem w środku nazywa się kappa-maki.
Większą część półwyspu obejmuje Quasi-Park Narodowy Shimokita-hantō.